# IJsselkogge
De IJsselkogge is een gaaf bewaard gebleven Koggeschip uit de eerste helft van de 15e eeuw. In 2009 werd voor het eerst een wrak gesignaleerd bij sonar onderzoek van de rivierbodem van de IJssel bij Kampen. In april 2011 werd de eerste duik op het wrak uitgevoerd en kon het worden geïdentificeerd als een kogge. In oktober 2012 kon bij uitgebreider archeologisch onderzoek de hoge waarde worden vastgesteld en werden rondom nog twee kleinere wrakken aangetroffen. In 2016 werden de drie wrakken in het kader van het project Ruimte voor de rivier opgegraven. 
Bijzonder is dat deze acheologische vindplaats is aangetroffen op een afstand van slechts 150 meter van de werf van de 'Kamper Kogge'.

## Kogge in de IJssel
Het middeleeuwse schip zat tot 4 meter onder het zand in de bodem van de rivier de IJssel. Alleen aan stuurboord stak het schip boven de bodem uit, en dat was ook de reden dat het wrak in 2009 met sonar kon worden ontdekt.
Omdat het schip altijd in de IJssel in zoet water heeft gelegen bevindt het zich in een zeer goede staat. Ook is het hout niet aangetast door de paalworm die sinds de 17e eeuw in zout water voorkomt. Eerder gevonden kogges in de vroegere Zuiderzee hebben altijd in zout water gelegen waardoor die wrakken nogal zijn aangetast. Ook bij Antwerpen en Bremen zijn koggewrakken gevonden, maar ook die zijn in de loop van de eeuwen aangetast. Daarnaast zijn de meeste eerder gevonden koggewrakken geheel of gedeeltelijk uiteen geslagen en niet compleet. Het in de gemeente Kampen gevonden schip is 'IJsselkogge' gedoopt en is de meest gave kogge die ooit gevonden is. Bovendien is de IJsselkogge als één geheel in de bodem bewaard gebleven en daardoor veel completer dan ooit ergens is aangetroffen.
De IJsselkogge heeft een lengte van 20 meter en is 8 meter breed. Bij archeologisch duikonderzoek bleek dat het schip geen lading bevatte. Bijzonder is dat in het voorschip een braadspit (een houten lier) is aangetroffen en dat bij de mast de bevestigingsconstructie van het staand want nog aanwezig was. Uit onderzoek van het hout blijkt dat de bouwdatum van de kogge tussen 1415 en 1420 was.
Vermoedelijk is het schip bewust op deze plek afgezonken om de stroomsnelheid van het water te verhogen om zo verzanding van de IJssel tegen te gaan. Dit vermoeden lijkt te worden bevestigd doordat vlak naast en half onder de IJsselkogge nog twee kleinere scheepswrakken zijn gevonden. Het eerste is een soort aak met een lengte van zeker acht meter en is gedateerd al gebouwd in 1410. Het tweede kleinere scheepswrak is een punterachtig vaartuig en had een lengte van dertien meter.

### Berging
In het najaar van 2015 begon in opdracht van Rijkswaterstaat de bergingsoperatie. Allereerst werden de beide kleine schepen en verschillende van de kogge losgeslagen delen van de bodem gelicht. Op 10 februari 2016 kon de IJsselkogge worden gelicht. Het wrak werd naar boven gehesen in een soort mand. De banden van de mand waren in de voorafgaande maanden met een kromme spuitlans onder het wrak doorgespoten. Na het lichten werd de kogge op een ponton gezet waarmee hij naar Batavialand in Lelystad is vervoerd voor conservering.

### Conservering
In Lelystad werden de wrakken om verval te voorkomen continu nat gehouden. In 2016 en 2017 zijn ze onderzocht en gedocumenteerd. Het hout van de kogge bleek ondanks dat het zes eeuwen onder water had gelegen nog van goede kwaliteit. Dit bleek niet het geval bij de aak en de punter. Daarom is er voor gekozen is om deze niet te conserveren. De Kogge zal vanaf 2017 heel geleidelijk over een periode van ca. vijf jaar worden gedroogd en behandeld met Polyethyleenglycol. Het wrak wordt op deze wijze gestabiliseerd waarna het mogelijk zal zijn om het in een normale ruimte tentoon te stellen. Na deze behandeling zal Rijkswaterstaat het wrak overdragen aan de nationale scheepsarcheologische collectie van de Rijksdienst voor het Cultureel Erfgoed (RCE).

### Expositie
Vanwege de sterke band die Kampen vanuit de middeleeuwen met kogges en de Hanze heeft, werd in 2015 afgesproken  dat de gemeente Kampen de geconserveerde IJsselkogge aldaar tentoon zou stellen. Ondanks dat de kogge in 2024 Lelystad diende te verlaten was medio dat jaar in de IJsselstad nog geen plek voor het historisch belangrijke Kamper vaartuig beschikbaar.